# Dimitrije Popović
Pour les articles homonymes, voir Popović.
Dimitrije Popović (en serbe cyrillique : Димитрије Поповић ; né en 1738 à Veliki Bečkerek et mort en 1796 à Veliki Bečkerek) est un peintre serbe appartenant au mouvement baroque. Il a essentiellement travaillé en Voïvodine (aujourd'hui en Serbie) et en Slavonie (aujourd'hui en Croatie). On lui doit de nombreuses œuvres réalisées pour les églises de ces régions.
Dimitrije Popović s'inscrit dans la lignée d'autres peintres baroques comme Jakov et Zaharije Orfelin, Teodor Kračun ou Teodor Ilić Češljar.

## Réalisations
- vers 1772 : une iconostase pour l'ancienne église de la Présentation-de-la-Mère-de-Dieu-au-Temple Orlovat ; aujourd'hui en partie transférée au Musée national de Belgrade[1] et dans l'église de la Dormition-de-la-Mère-de-Dieu de Stajićevo[2],[3],[4] ;
- 1777-1779 : iconostase de l'église Saint-Sava de Srpski Itebej[5] ;
- 1779 : l'iconostase de l'église Saint-Michel de Međa[6] ;
- une partie de l'iconostase de l'église de la Dormition-de-la-Mère-de-Dieu de Zrenjanin, achevée après sa mort par son parent et disciple Georgije Popović[7],[8],[9] ;
- l'iconostase de l'église du Saint-Esprit d'Ečka[10],[11].

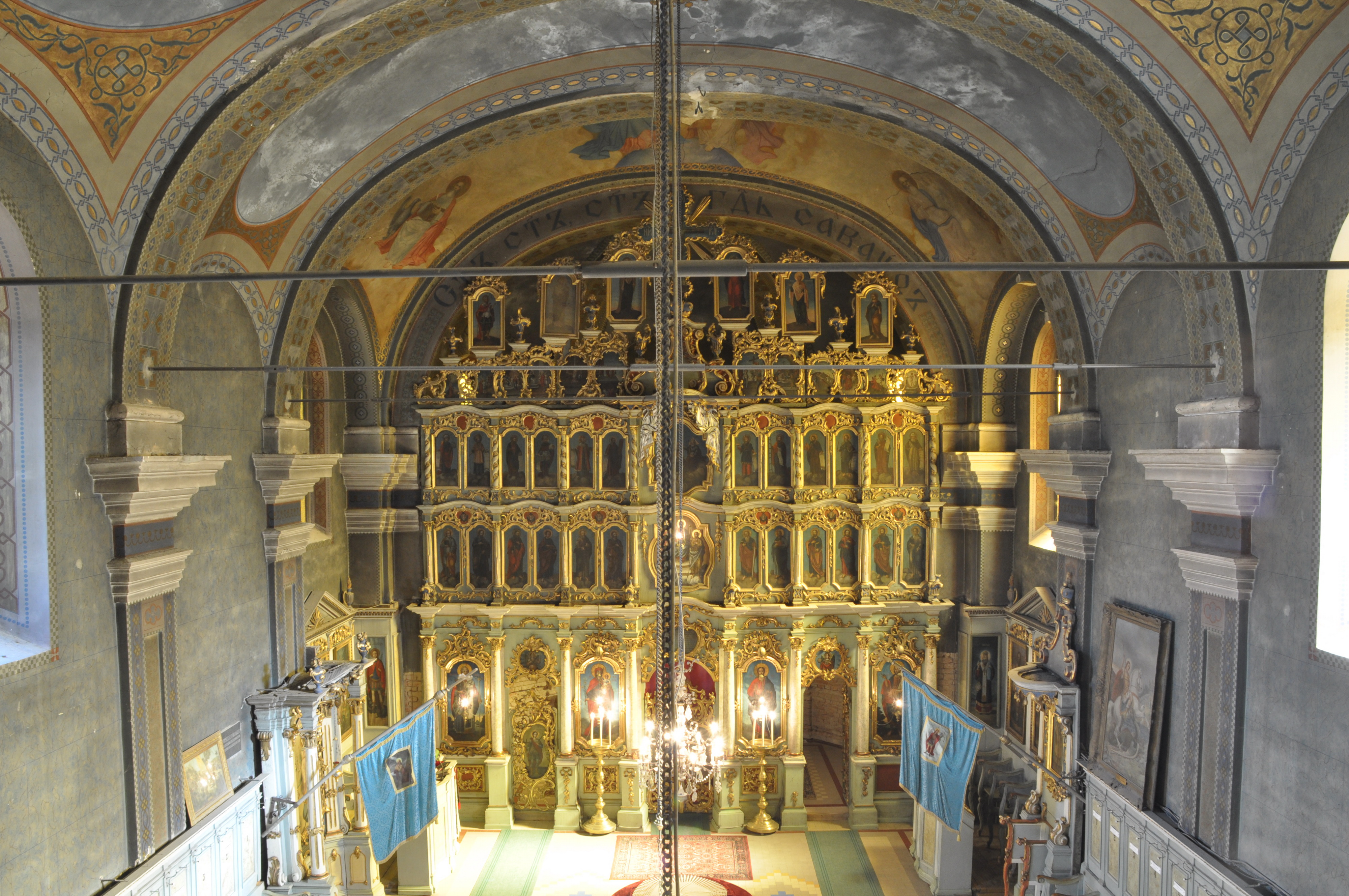
L'iconostase de l'église Saint-Sava de Srpski Itebej.
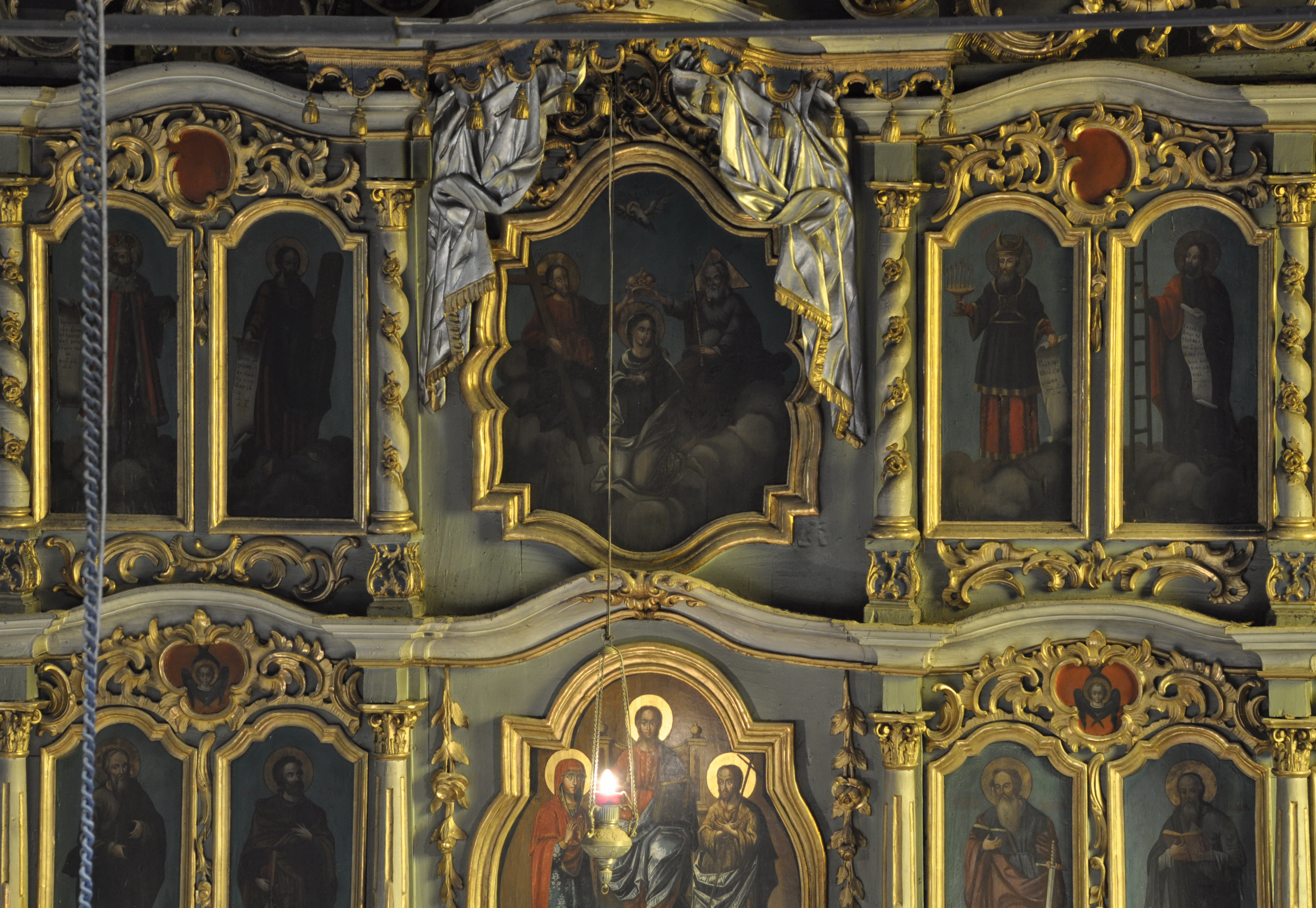
Détail de l'iconostase de l'église Saint-Sava.
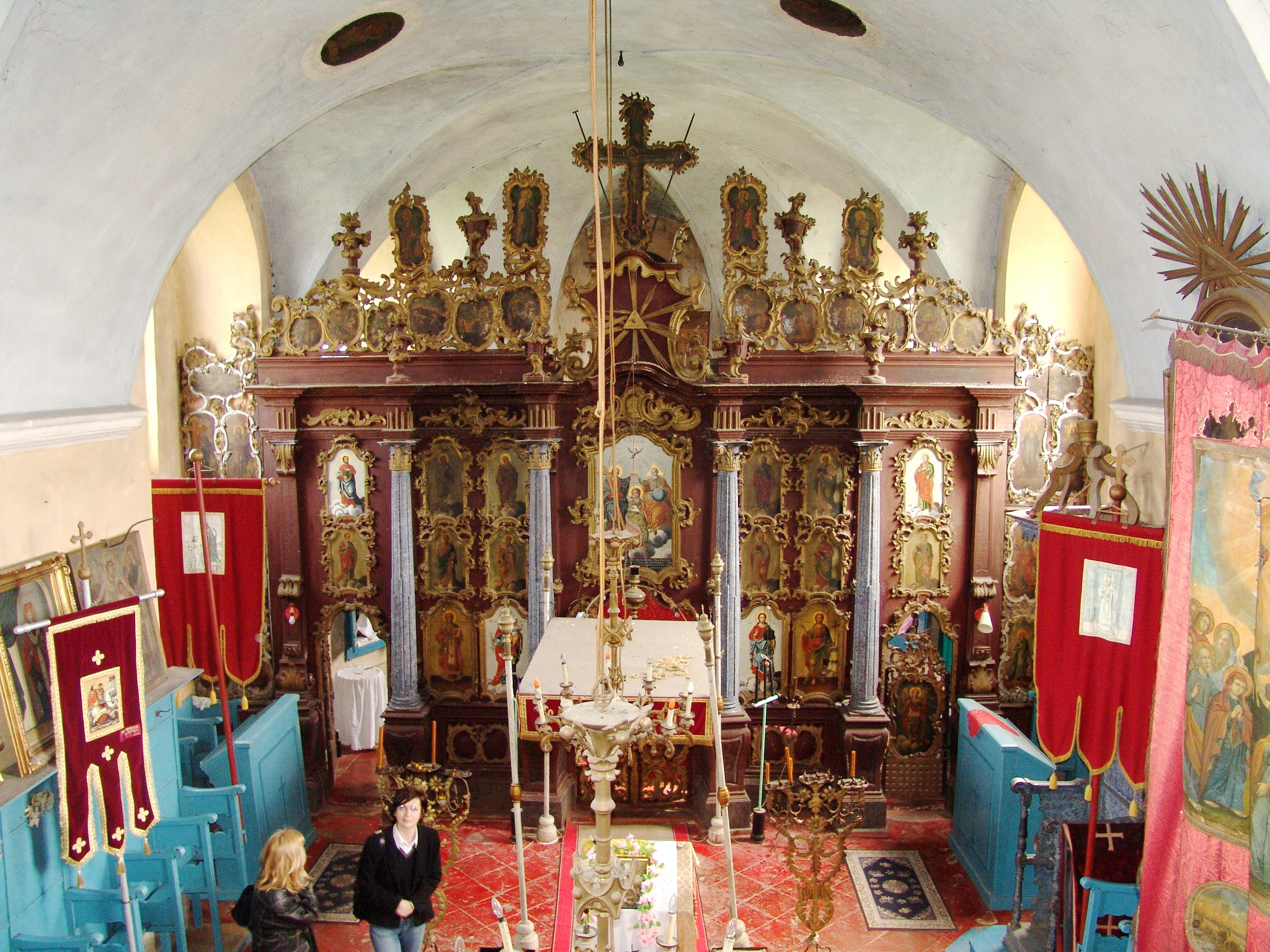
L'iconostase de l'église Saint-Michel de Međa.
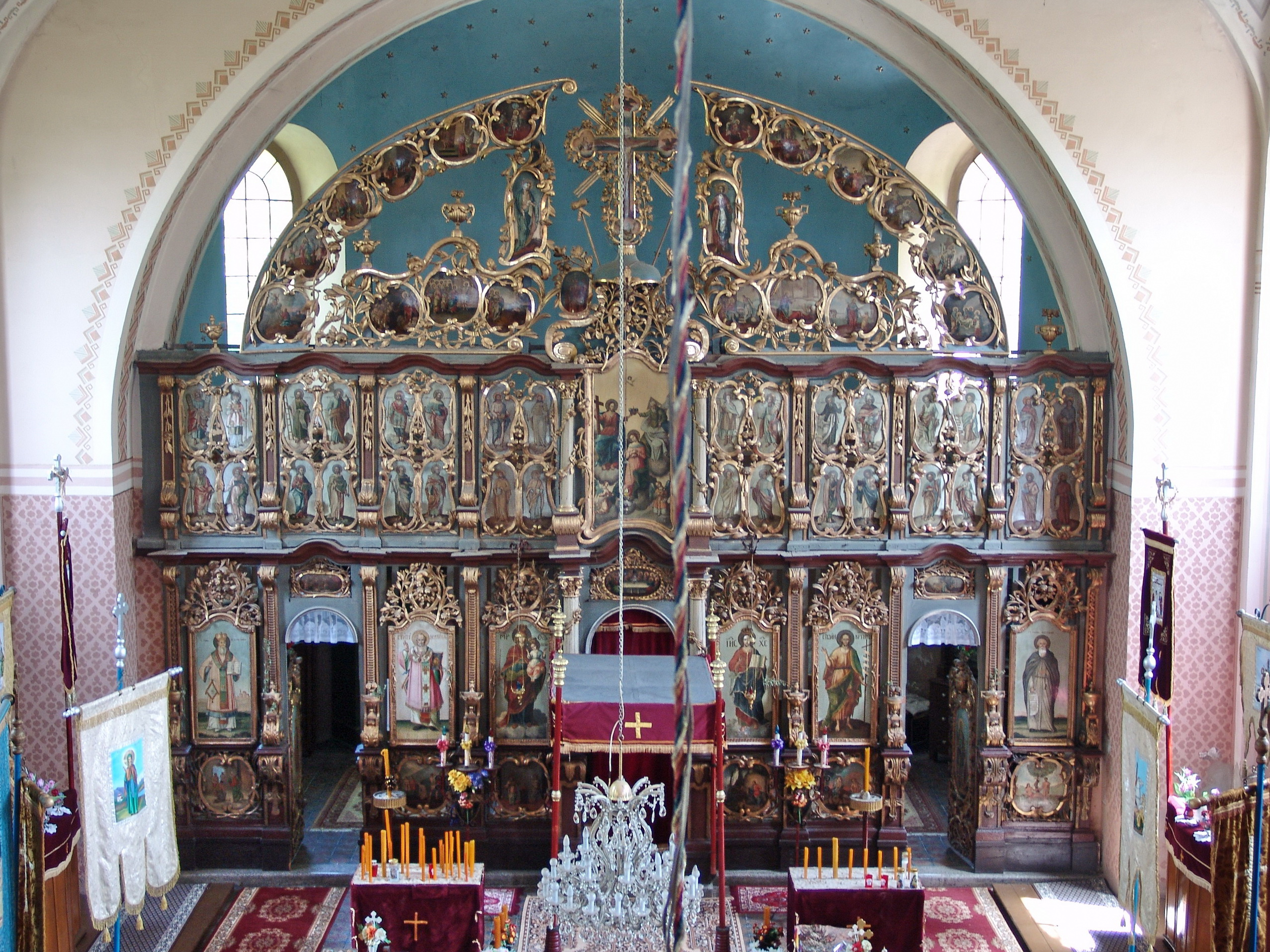
L'iconostase de l'église du Saint-Esprit d'Ečka.
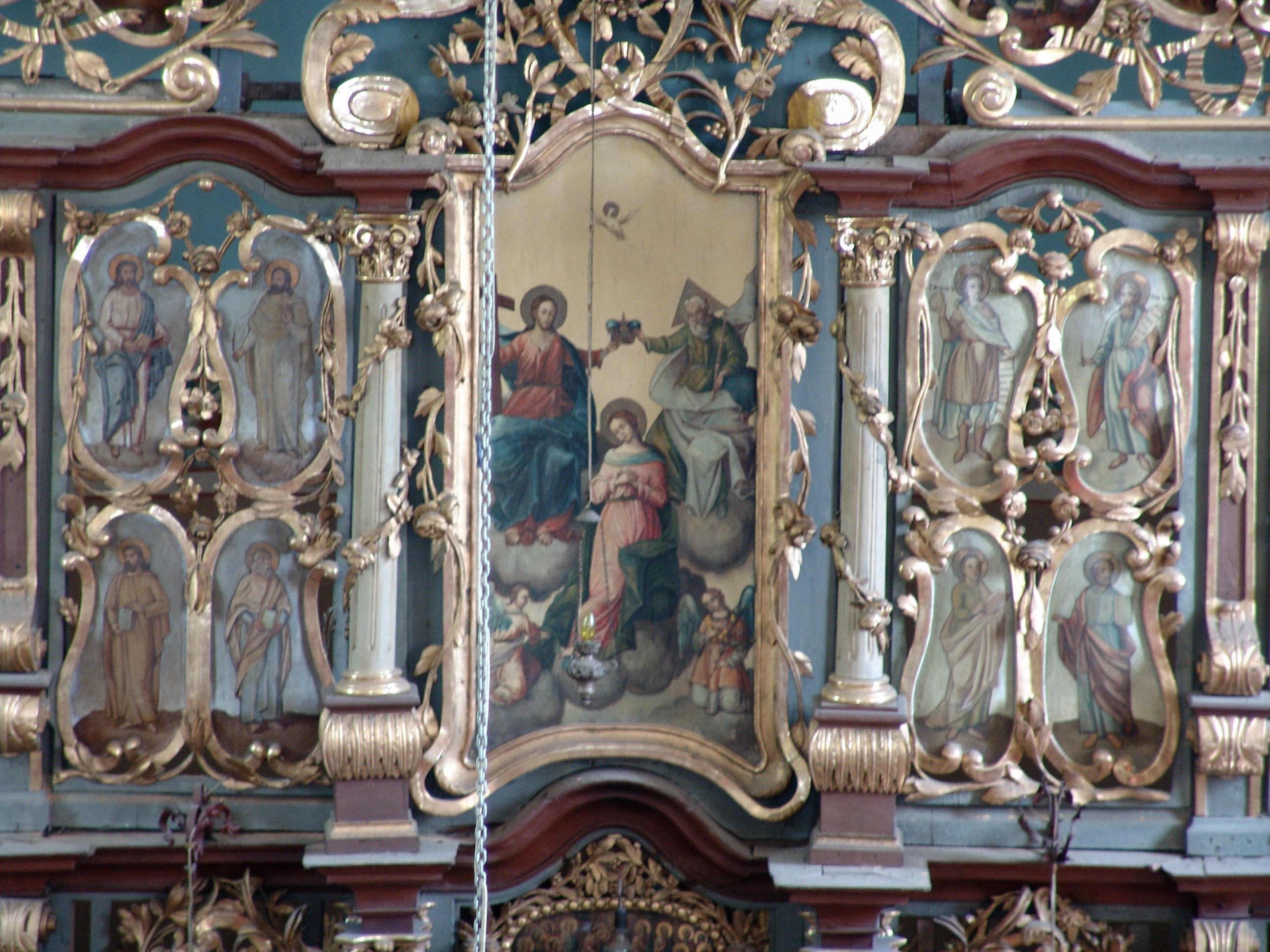
Détail de l'iconostase de l'église du Saint-Esprit.